# Toni Steurer
Toni Steurer, eigentlich Anton Steurer (* 1. Dezember 1978 in Oberstdorf), ist ein deutscher Extremskitourensportler sowie Bergsteiger und -kletterer.
Beruflich ist Steurer als Soldat im Sanitätsdienst der Bundeswehr am Standort Kempten stationiert. Er ist ausgebildeter Heeresbergführer. Der leidenschaftliche Alpinsportler ist Mitglied der DAV-Sektion Oberstaufen und in der deutschen Nationalmannschaft im Skibergsteigen. Bereits im Alter von 17 Jahren durchstieg er die Eiger-Nordwand und war damit einer der jüngsten Besteiger.
Im Bereich Bergsteigen und -klettern liegt sein Interessensschwerpunkt im Durchsteigen schwerer, kombinierter Bergwände in kürzester Zeit. In seine Touren integriert er bevorzugt Ski, aber auch Sportgeräte wie das Mountainbike. Im „Internationalen Jahr der Berge“ 2002 kletterte er gemeinsam mit Walter Hölzler aus Thalkirchdorf innerhalb von 24 Stunden in einem Hattrick über die drei Pfeiler des Piz Palü in der 4000 Meter hohen schweizerischen Berninagruppe. Ferner unternahm er einige Erstbegehungen von Alpintouren im Allgäuer-Raum im Bereich der Schwierigkeitsgrade 7 bis 9.

## Sportliche Erfolge (Auswahl)
- 2000 2. Platz im Berglauf bei der CISM-Weltmeisterschaft in Kamerun
- 2004 3. Platz der Herren über die lange Strecke beim Deutschen Skitourencup
- 2005 1. Platz der Herren über die Langstrecke beim Deutschen Skitourencup, 3. Platz in der Herrenstaffel (mit Graßl, Klinger, Nickaes) bei der Europameisterschaft Skibergsteigen
- 2006 3. Platz bei der Deutschen Meisterschaft im Skibergsteigen, 5. Platz bei der Weltmeisterschaft Skibergsteigen Staffel (mit Graßl, Echtler, Nickaes)
- 2007 4. Platz in der Herrenstaffel (mit Lex, Echtler, Klinger) bei der Europameisterschaft in Frankreich
- 2008 2. Platz Deutsche Meisterschaft Skibergsteigen Single, 2. Platz Deutsche Meisterschaft Vertical Race, 3. Platz Deutsche Meisterschaft Skibergsteigen Team, 1. Platz Deutsche Cupwertung
- 2009 1. Platz Deutsche Meisterschaft Skibergsteigen Single, 1. Platz Deutsche Meisterschaft Skibergsteigen Team
- 2011 1. Platz Deutsche Meisterschaft Skibergsteigen Single, 1. Platz Guntenlauf in Österreich